# ۲۰۱۴ فورست هیلز درایو
سومین آلبوم استودیویی از رپر آمریکایی جی. کول که در ۲۰۱۴ تحت لیبل راک نیشن و دریم‌ویل رکوردز منتشر شد. این آلبوم عموماً نقد مثبتی از منتقدان دریافت کرد و با فروش سه میلیون نسخه در ایالات متحده پرفروش‌ترین آلبوم رپ سال ۲۰۱۴ است.